# SoundCloud rap
O SoundCloud rap é um gênero musical originado na plataforma de distribuição de áudio online SoundCloud.  Caracteriza-se por suas batidas simples, humor emo e letras que vão desde os fanfarrões e niilista ao sexo e drogas.
O crítico de música Jon Caramanica do The New York Times opinou em um artigo de 2017 que o SoundCloud rap "no ano passado tornou-se o movimento mais novo e mais importante do hip-hop". Rolling Stone and Complex escreveu sobre o movimento, enquanto Spin contrastou a popularidade do subgênero com os problemas da empresa SoundCloud.